# Элвач
Элвач (перс. الواچ‎) — населённый пункт сельского типа на северо-западе Ирана, в провинции Западный Азербайджан. Входит в состав шахрестана Урмия.
Альтернативные варианты названия: Ханекан, Ханкан-э-Элвач.

## География
Населённый пункт находится в центральной части Западного Азербайджана, в горной местности, на высоте 1 513 метров над уровнем моря.

Элвач расположен на расстоянии нескольких километров к северо-западу от Урмии, административного центра провинции и на расстоянии 595 километров к западу-северо-западу (WNW) от Тегерана, столицы страны. Ближайший аэропорт расположен в городе Урмия.

## Население
По данным переписи 2006 года, население составляло 5 320 человек.